# Ristijärvi
Ristijärvi là một đô thị ở Phần Lan và tọa lạc tại tỉnh Oulu trong vùng Kainuu. Đô thị này có dân số 1.659 người (2004) với diện tích là 897,79 km² trong đó có 59,38 km² là diện tích mặt nước. Mật độ dân số là 2,0 người trên mỗi km².
Đô thị này chỉ sử dụng tiếng Phần Lan.